# Pénalité (droit)
Pour les articles homonymes, voir Pénalité.
Une pénalité est, en droit des contrats, aussi bien en droit des affaires comme en droit public, un type de sanction applicable dans l'exécution d'un contrat en cas de manquement du contractant vis-à-vis de ses obligations par rapport au maître d'ouvrage.
Il s'agit d'une clause contractuelle dont les modalités d'application doivent être prévues dès la signature du contrat pour rendre la pénalité opposable. Elles sont en particulier prévues pour sanctionner un retard par rapport à un engagement contractuel.